# Aleuron chloroptera
Aleuron chloroptera là một loài bướm đêm thuộc họ Sphingidae. Nó được miêu tả bởi Perty năm 1833, và được tìm thấy ở miền nam México, Brasil, Belize, Guatemala, Nicaragua, Costa Rica, Colombia, Peru, Bolivia, Venezuela, Guyana, Surinam, Guyane thuộc Pháp, Paraguay, Argentina và Ecuador. It is probably also present năm Uruguay, Honduras, El Salvador và Panama.
Sải cánh dài 64–70 mm. Con trưởng thành bay ít nhất từ tháng 4 đến tháng 1. In Costa Rica cá thể trưởng thành được ghi nhận năm tháng 1, từ tháng 4 đến tháng 8 và từ tháng 11 đến tháng 12. Adults feed on the nectar của Callianra, Inga và Duranta.
Ấu trùng ăn Curatella americana, Davilla nitida và probably other Dilleniaceae.